# ابن عزرا

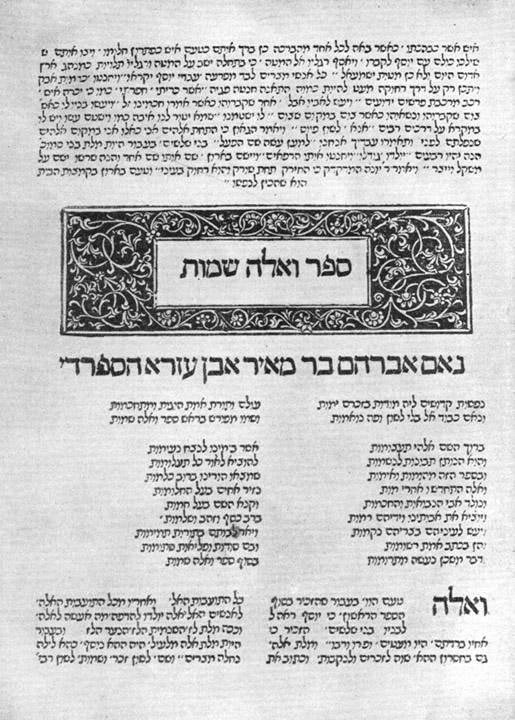
صفحة من كتاب سفر الخروج تتضمن شرح لابن عزرا، 1488م.

الحاخام إبراهيم بن مئير ابن عزرا (بالعبرية: אברהם בן מאיר אבן עזרא، يعرف أيضا فقط بابن عزرا وباللغات الأوروبية يعرف بأبنيزرا - Abenezra)، عاش ما بين 1092 م و1167 م وهو واحد من أكثر علماء اليهود وأدبائهم شهرة في العصور الوسطى.
برع ابن عزرا بالفلسفة وعلم الفلك والتنجيم والطب والشعر وعلم اللغات والتفسير، ولذلك لقب بالحكيم وبالكبير وبالطبيب الماهر.
ولد في بلدة تطيلة النافارية التي تقع اليوم ضمن ولاية نافارا في إسبانيا أثناء حكم المسلمين للأندلس، وغادر أرض وطنه قبل عام 1140 م بسبب المضايقات التي كان تمارس حينها هناك على اليهود. عاش بعدها حياة الترحال التي لا تعرف السكون، فتنقل بين شمال أفريقيا ومصر وفلسطين وإيطاليا وجنوب وشمال فرنسا وإنجلترا.
عاد مجدداً إلى جنوب فرنسا حتى توفي هناك في 23 أو 28 كانون الثاني- يناير عام 1167 م في مكان غير محدد.

## أعماله
أقام ابن عزرا لمدة معينة في كل مكان زاره حيث عمل على تطوير مداركه ونشاطاته الأدبية وتوسيعها، وحقق مسبقاً شهرة كبيرة في بلاده بوصفه شاعراً ومفكراً مميزاً. كتبت معظم أعماله في النصف الثاني من عمره، وبصورة عامة غطت تلك الكتب كل ما يلزم في حقل اللغة العبرية والتفسير الكتابي وبواسطة تلك الأعمال (التي كتبت باللغة العبرية). قدم ابن عزرا خدمة جليلة وعظيمة لليهود الساكنين في أوروبا المسيحية، حيث جمع في تلك المؤلفات كنوز المعرفة التي استقاها من الكتب العربية التي جلبها معه من الأندلس جميعاً.
من كتبه في القواعد: كتاب موزناييم 1140 م {Moznayim - المقاييس}، وكتابه زاهوت 1141 م {Zahot - التصحيح }، ويعد هذان الكتابان أول الكتب التي تناولت قواعد اللغة العبرية بالشرح والدراسة وأفضلها على الإطلاق.
من أعماله النفيسة أيضاً التي فاقت قيمتها قيمة أعماله اللغوية شروحه لمعظم أجزاء الكتاب المقدس (كتاب التوراة وكتب أنبياء اليهود)، ضاع قسم منها وطبع قسم أخر عام 1840 م. وفي النسخة الكبيرة من كتاب اليهود المقدس وضعت تعليقات وتفسيرات في حاشية الكتاب لكبار حاخامات اليهود وعلمائهم ومن بينها تعليقات ابن عزرا، وقد ساهمت شروحه تلك بإغناء الفلسفة في الديانة اليهودية.
سادت الأفكار الأفلاطونية الحديثة على قناعاته الفلسفية، وكان لعلم التنجيم دور بارز في تكوين نظرته الخاصة للحياة. ترك مؤلفات عديدة في المسائل الرياضية والفلكية، واعترافاً بفضله على علم الفلك تم إطلاق اسمه على إحدى المناطق بالسطح غير المرئي من القمر,
.
في شروحاته وتفسيراته في مجال الكتب المقدسة التزم ابن عزرا بالتمسك بالمعنى الحرفي للنص متفادياً التأويل والمبالغة، فظل بذلك أميناً للتقليد اليهودي. لكن ذلك لم يمنعه من أن يمارس نقده المستقل الذي -برأي بعض الكتاب- التزم بحدود المنطق والعقلانية. من أهم كتبه: كتاب أسرار الشريعة، لغز الحروف الساكنة، كتاب الاسم، كتاب ميزان اللغة المقدسة، وكتاب نقاء اللغة، وغيرها من المؤلفات التي دونها خلال حياة الترحال التي عاشها.

## راجع أيضاً
- حسداي بن شفروط
- إسحاق الفاسي

## روابط خارجية
- ابن عزرا على موقع الموسوعة البريطانية (الإنجليزية)
- ابن عزرا على موقع ميوزك برينز (الإنجليزية)